# Ziridava brevicellula
Ziridava brevicellula är en fjärilsart som beskrevs av Louis Beethoven Prout 1916. Ziridava brevicellula ingår i släktet Ziridava och familjen mätare. Inga underarter finns listade i Catalogue of Life.